# ムラト・ガシエフ
ムラト・ガシエフ（Murat Gassiev、ロシア語: Мурат Гассиев、オセット語: Гасситы Георгийы фырт Мурат、1993年10月12日 - ）はロシアのプロボクサー。ウラジカフカス出身。元WBAスーパー・IBF世界クルーザー級統一王者。トレーナーはアベル・サンチェス。

## 来歴

### クルーザー級
2011年9月21日、ガシエフはアマチュアで25戦戦った実績を引き下げて、プロデビューし、4回判定勝ち。
2013年6月26日、チェリャビンスクのユノスト・スポーツパレスでレヴァン・ジョマーダッシュビリとWBCユース・世界クルーザー級王座決定戦を行い、2回1分10秒TKO勝ちを収め王座獲得に成功した。
2014年2月1日、チェリャビンスクのトラクトル・アイスアリーナでイスマイル・アブドゥールとIBF東西ヨーロッパクルーザー級王座決定戦を行い、12回3-0（120-108、117-111、115-113）の判定勝ちを収め王座獲得に成功した。
2014年10月31日、ウラジカフカスのマネスにて、エンギン・カラカプランとIBFインターコンチネンタルクルーザー級王座決定戦を行い、初回1分39秒TKO勝ちを収め王座獲得に成功した。
2015年4月17日、コネチカット州レッドヤードのフォックスウッズ・リゾート・カジノ内にあるMGMグランド・アット・フォックスウッズにて、フェリックス・コーラ・ジュニアと対戦し、9回1分10秒TKO勝ちを収めIBFインターコンチネンタル王座の初防衛に成功した。
2015年8月18日、トレーナーをデビューから担当していたビタリ・スラロブからアベル・サンチェスに変更した。
2015年12月18日、ネバダ州ラスベガスのパームス内ザ・パールにて、アイゼア・トーマスとIBF世界クルーザー級挑戦者決定戦を行うが、3回終了のゴングが鳴らされた直後に2発のパンチを顔面に放つ反則を犯してトーマスが負傷、試合続行不可となり無効試合に終わった。
2016年5月17日、ミネソタ州カールトンのブラック・ベア・カジノにて、ジョルダン・シャミールと仕切り直しのIBF世界クルーザー級挑戦者決定戦を行い、初回2分54秒KO勝ちを収め、デニス・レベデフへの挑戦権を獲得した。
2016年12月3日、モスクワのメガスポルトにて、WBAスーパー・IBF世界クルーザー級王者のデニス・レベデフと対戦し、12回2-1（116-112、116-111、113-114）の判定勝ちを収めIBF王座のみ獲得した。尚、当初は2本の王座が懸けられる予定であったが、レベデフ陣営がWBA王座を懸けない特別許可を申請し、WBAがこれを認めたため、この試合はWBA王座は懸けられずに行われた。

#### WBSS出場
2017年10月21日、ニュージャージー州ニューアークのプルデンシャル・センターで行われたWorld Boxing Super Seriesクルーザー級準々決勝で元WBC・IBF王者でIBF世界クルーザー級1位のクシシュトフ・ヴウォダルチクと対戦し、3回1分57秒KO勝ちを収め初防衛に成功、WBSSの準決勝に進出した。
2018年2月3日、ソチのボリショイ・アイス・ドームで行われたWBSSクルーザー級準決勝でWBA世界クルーザー級正規王者のユニエル・ドルティコスと王座統一戦を行い、12回2分52秒TKO勝ちを収め王座統一に成功、IBF王座の2度目の防衛とWBA王座獲得に成功、WBSSの決勝に進出した。
2018年2月28日、WBAはガシエフを2018年2月度の月間優秀選手賞に選出した。
2018年5月11日、ジッダにてWBC・WBO世界クルーザー級統一王者オレクサンドル・ウシクとWBSS決勝戦で対戦予定だったが、ウシクがトレーニング中に肘を負傷した為、延期となった。
2018年7月21日、ロシア・モスクワのオリンピック・スタジアムで行われたWBSSクルーザー級決勝でWBC・WBO世界クルーザー級統一王者オレクサンドル・ウシクと4団体統一戦並びにリングマガジン世界クルーザー級王座決定戦を行うも、12回0-3（2者が109-119、108-120）の判定負けを喫し準優勝に終わったと同時に4団体王座統一に失敗し王座から陥落した。
2019年4月18日、エディー・ハーンのマッチルーム・スポーツ・USAと契約を結んだ。所属していたウラル・ボクシング・プロモーションズとウォリアーズ・ボクシング・プロモーションズの契約期間が切れフリーエージェントになったと発表するが、契約期間は残っているとして両プロモーションから訴訟を起こされた。

### ヘビー級
2020年10月31日、約2年3カ月ぶりの復帰戦でヌリ・セフェリとヘビー級契約で対戦し、1回1分33秒TKO勝ちを収めた。
2021年7月22日、モスクワのディナモ・バレーボール・アリーナでミッチェル・ワリシュチとWBAアジアヘビー級王座決定戦を行い4回終了TKO勝ちを収め王座を獲得した。
2023年9月30日、トルコのレグナム・カリヤ・ホテルでオットー・ヴァリンと対戦し、12回判定負けを喫した。

## 戦績
- プロボクシング：34戦 31勝 (24KO) 2敗 1無効試合

| 戦           | 日付           | 勝敗 | 時間     | 内容    | 対戦相手                       | 国籍           | 備考                                                                   |
| ------------ | -------------- | ---- | -------- | ------- | ------------------------------ | -------------- | ---------------------------------------------------------------------- |
| 1            | 2011年9月21日  | ☆    | 4R       | 判定3-0 | ローマン・ミルゾエフ           | ウクライナ     | プロデビュー戦                                                         |
| 2            | 2011年11月26日 | ☆    | 4R 1:27  | TKO     | ウラジミール・チャクリン       | ロシア         |                                                                        |
| 3            | 2012年3月16日  | ☆    | 4R       | 判定3-0 | ダニール・ザカレンコ           | ロシア         |                                                                        |
| 4            | 2012年4月8日   | ☆    | 6R       | 判定3-0 | イゴール・ピリペンコ           | ウクライナ     |                                                                        |
| 5            | 2012年5月31日  | ☆    | 1R 2:36  | TKO     | ティムラズ・ケケリーゼ         | ジョージア     |                                                                        |
| 6            | 2012年7月24日  | ☆    | 2R 終了  | TKO     | ピーター・へジェス             | ハンガリー     |                                                                        |
| 7            | 2012年10月13日 | ☆    | 3R 1:38  | TKO     | ルスラン・セメノフ             | ロシア         |                                                                        |
| 8            | 2012年11月24日 | ☆    | 6R       | 判定3-0 | イワン・セルビン               | ロシア         |                                                                        |
| 9            | 2013年3月16日  | ☆    | 3R 2:50  | TKO     | デニス・ソロムコ               | ウズベキスタン |                                                                        |
| 10           | 2013年5月11日  | ☆    | 2R 2:43  | KO      | ファラ・マダミノフ             | ウズベキスタン |                                                                        |
| 11           | 2013年5月26日  | ☆    | 4R 1:21  | TKO     | イゴール・ピリペンコ           | ウクライナ     |                                                                        |
| 12           | 2013年6月26日  | ☆    | 2R 1:10  | TKO     | レバン・ジョマーダシュビリ     | ジョージア     | WBCユース・世界クルーザー級王座決定戦                                  |
| 13           | 2013年9月12日  | ☆    | 3R 終了  | TKO     | ローマン・ミルゾエフ           | ウクライナ     |                                                                        |
| 14           | 2013年12月13日 | ☆    | 10R      | 判定3-0 | イビカ・バクリン               | クロアチア     | WBCユース防衛1                                                         |
| 15           | 2014年2月1日   | ☆    | 12R      | 判定3-0 | イスマイル・アブドゥル         | ベルギー       | IBF東西欧州クルーザー級王座決定戦                                      |
| 16           | 2014年5月14日  | ☆    | 2R 2:00  | TKO     | ジョルジ・テブドラシュビリ     | ジョージア     |                                                                        |
| 17           | 2014年6月25日  | ☆    | 1R 終了  | TKO     | ダニール・ペレチャッコ         | ロシア         |                                                                        |
| 18           | 2014年8月30日  | ☆    | 4R 2:46  | TKO     | レオン・ハース                 | アルメニア     |                                                                        |
| 19           | 2014年10月31日 | ☆    | 1R 1:39  | TKO     | エンギン・カラカプラン         | トルコ         | IBFインターコンチネンタルクルーザー級王座決定戦                        |
| 20           | 2015年1月23日  | ☆    | 4R 2:29  | TKO     | テレンス・スミス               | アメリカ合衆国 |                                                                        |
| 21           | 2015年4月17日  | ☆    | 9R 1:10  | TKO     | フェリックス・コーラ・ジュニア | アメリカ合衆国 | IBFインターコンチネンタル防衛1                                         |
| 22           | 2015年6月13日  | ☆    | 2R 1:55  | KO      | ロドニー・ムーア               | アメリカ合衆国 |                                                                        |
| 23           | 2015年12月18日 | －   | 3R       | NC      | アイザイア・トーマス           | アメリカ合衆国 | IBF世界クルーザー級挑戦者決定戦                                        |
| 24           | 2016年5月17日  | ☆    | 1R 2:54  | KO      | ジョーダン・シメル             | アメリカ合衆国 |                                                                        |
| 25           | 2016年12月3日  | ☆    | 12R      | 判定2-1 | デニス・レベデフ               | ロシア         | IBF世界クルーザー級タイトルマッチ                                      |
| 26           | 2017年10月21日 | ☆    | 3R 1:57  | KO      | クシシュトフ・ヴウォダルチク   | ポーランド     | IBF防衛1 / WBSS1回戦                                                   |
| 27           | 2018年2月3日   | ☆    | 12R 2:52 | TKO     | ユニエル・ドルティコス         | キューバ       | WBA・IBF世界クルーザー級王座統一戦 WBA獲得・IBF防衛2 / WBSS準決勝      |
| 28           | 2018年7月21日  | ★    | 12R      | 判定0-3 | オレクサンドル・ウシク         | ウクライナ     | WBA・WBC・IBF・WBO世界クルーザー級王座統一戦 WBA・IBF陥落 / WBSS決勝戦 |
| 29           | 2020年10月31日 | ☆    | 1R 1:33  | TKO     | ヌリ・セフェリ                 | アルバニア     |                                                                        |
| 30           | 2021年7月22日  | ☆    | 4R 3:00  | TKO     | ミカエル・ウォリッシュ         | ドイツ         | WBAアジアヘビー級王座決定戦                                            |
| 31           | 2022年8月26日  | ☆    | 1R 1:27  | KO      | カルロス・ウェルチ             | アメリカ合衆国 | EBPユーラシアヘビー級王座決定戦                                        |
| 32           | 2023年3月3日   | ☆    | 2R 1:40  | KO      | マイク・バロガン               | アメリカ合衆国 | WBAインターコンチネンタルヘビー級王座決定戦                            |
| 33           | 2023年9月30日  | ★    | 12R      | 判定1-2 | オットー・ヴァリン             | スウェーデン   | WBAインターコンチネンタル陥落                                          |
| 34           | 2024年10月26日 | ☆    | 5R 2:29  | KO      | ケム・リュングクイスト         | デンマーク     |                                                                        |
| テンプレート |                |      |          |         |                                |                |                                                                        |

## 獲得タイトル
- WBC世界クルーザー級ユース王座
- IBF東西ヨーロッパクルーザー級王座
- IBFインターコンチネンタルクルーザー級王座
- IBF世界クルーザー級王座（防衛2）
- WBA世界クルーザー級スーパー王座（防衛0）
- WBSS第1シーズンクルーザー級 準優勝
- WBAアジアヘビー級王座
- EBP（ユーラシアボクシング会議）ユーラシアヘビー級王座
- WBAインターコンチネンタルヘビー級王座